# Styl życia
Styl życia – zakres i formy codziennych zachowań jednostek lub grup, specyficzne dla ich usytuowania społecznego, tzn. manifestujące położenie społeczne oraz postrzegane jako charakterystyczne dla tego położenia, a dzięki temu umożliwiające szeroko rozumianą społeczną lokalizację innych ludzi. Pojęcie to obejmuje nie tylko zachowania ludzkie, ale i mechanizmy psychofizyczne leżące u podstaw tych zachowań: motywacje, potrzeby, akceptowane wartości.

## Elementy istotne dla stylu życia
Elementy znaczące dla stylu życia
- Budżet czasu człowieka: cykliczność zachowań, sposób zagospodarowania czasu.
- Praca: charakter pracy, stosunek do niej – wszystko, co ma z nią związek.
- Konsumpcja dóbr materialnych: jej poziom, charakter, wzory; zarówno spożywanie pożywienia, jak i sposób ubierania się.
- Zachowania związane z utrzymywaniem higieny i stosunek do zdrowia.
- Zaspokajanie potrzeb intelektualnych.
- Zaspokajanie potrzeb estetycznych.
- Uczestnictwo w kulturze.
- Zachowania rekreacyjne.
- Stosunek do wartości.
- Samoidentyfikacja jednostek.
- Uczestnictwo w życiu społeczno-politycznym.
- Postawy wobec spraw publicznych.
- Stosunek do religii.
- Formy współżycia między ludźmi: podziały ról w rodzinie, zachowania wynikające ze stosunków towarzyskich, przyjacielskich, sąsiedzkich itp.[2]

Współczesne społeczeństwo nie ma jednego stylu życia. Styl życia różni się, gdy człowiek przechodzi od grupy do grupy, od środowiska do środowiska.

## Styl życia z różnych punktów widzenia
- Z socjologicznego punktu widzenia styl życia to sposób życia charakterystyczny dla różnych klas społecznych, warstw i grup. Jednostkowy sposób życia jest reprezentacją upodobań, nawyków i zachowań grupowych.
- Z psychologicznego punktu widzenia styl życia przedstawia się jako charakterystyczny dla jednostki sposób doświadczania, organizowania życia zakorzeniony w jej świadomym i podświadomym rozwoju, a także w jej temperamencie. Jest to pojęcie wprowadzone do psychologii przez Alfreda Adlera i dotyczy indywidualnego, swoistego dla danego człowieka sposobu bycia: ogółu motywów, cech, zainteresowań, wartości, zachowania, sposobu postrzegania świata i reagowania na niego.
- Z filozoficznego punktu widzenia styl życia jest najbliższy konkretnym i autentycznym doświadczeniom ludzi[3].

## Funkcje stylu życia
- Jest on oznaką, świadectwem przynależności do danej grupy, a przez to stwarza poczucie więzi z innymi, zapewnia jednostkom możliwości samoidentyfikacji społecznej, przyczynia się dzięki temu do ich poczucia bezpieczeństwa.
- Wyodrębnia daną grupę z szerszej zbiorowości, przyczynia się do trwałości owej grupy, jej ciągłości, mimo wymienialności poszczególnych jednostek, które się na nią składają.
- Przyczynia się do poczucia sensowności własnych zachowań w życiu codziennym; zapewnia możliwość ekspresji osobowości jednostek w sposób społecznie akceptowany[4].

## Pojęcia pokrewne
- Sposób życia.
- Jakość życia.
- Warunki życia.
- Poziom życia.
- Styl konsumpcji[5].

## Klasyfikacje stylów życia
Problem klasyfikacji stylów życia ludzkiego jest trudny i dyskusyjny, zwłaszcza że samo pojęcie stylu życia nie przez wszystkich jest rozumiane jednakowo.
Podział z punktu widzenia filozoficznej antropologii
- Styl życia zorientowany na siebie: ta orientacja kształtuje styl życia jednostki wedle jej osobistych potrzeb i zainteresowań. Działalność własną i wszystko, co przeżywa jednostka traktuje jako ważne elementy własnej biografii, jako osobistą treść własnej egzystencji.
  - Orientacja powagi.
  - Orientacja zabawy
- Styl życia zorientowany na ludzi: nie jest tu ważne to, jak działająca jednostka przeżywa we własnej egzystencji treść swego działania; najważniejsze staje się jak ludzie, ku którym działania są skierowane, doświadczają ich skutków (np. lekarze, którzy pomoc chorym traktują jako misję swojego życia).
- Styl życia zorientowany na świat: jest skierowany ku obiektywnej rzeczywistości, ku zadaniom jej utrzymania lub przekształcenia, ku problemom wymagającym rozwiązania, ku wartościom. Życie nie jest ujmowane jako materiał do własnej biografii ani jako służba czy ofiara dla innych. Jest doświadczane jako trud i obowiązek[3].

Podział z punktu widzenia czasu
- Życie dla przyszłości/styl życia zwrócony ku przyszłości: nasze życie jest organizowane jako celowe i konsekwentne działanie prowadzące do realizacji zamierzeń. Tu rozgrywa się walka o materialne zabezpieczenie istnienia ludzi.
- Życie chwilą/styl życia zwrócony ku teraźniejszości: jest doświadczaniem uroku i wartości bieżących chwil. Tutaj zasadniczym elementem jest teraźniejszość, życie wartościowe jest w tym, co stanowi jego aktualną treść.
- Styl życia skierowany ku światu wartości: jednostka szuka wyzwolenia spod władzy czasu. Tutaj ważne jest życie, w którym realizuje się moralne wskazania, aby człowiek był właśnie „takim a takim”[3].

Podział ze względu na stosunek do życia
- Styl uczestniczący: człowiek jest istotą uczestniczącą w przyrodzie, w społeczeństwie i kulturze.
- Styl zdystansowany: człowiek jest istotą zdystansowaną wobec przyrody, społeczeństwa i kultury[3].

## Style życia w Polsce w latach 70. XX wieku
W Polsce pod koniec lat 70. można było zaobserwować obecność przynajmniej trzy style życia genetycznie związane z przeszłością struktury społecznej kraju, a mianowicie style: inteligencki, chłopski i mieszczański. Odpowiadające im elementy struktury społecznej uległy dezintegracji lub bardzo istotnym przeobrażeniom. Równolegle, aczkolwiek z dużym opóźnieniem, ulegały przemianom same style życia.  
Charakterystyka wyróżnionych stylów życia:
- Styl inteligencki: kształtował się pod wpływem miejsca, jakie inteligencja zajmowała w społecznym podziale pracy. Wśród wartości wyznaczających inteligencki styl życia wykształcenie zajmuje miejsce czołowe.
- Styl mieszczański: w Polsce mieszczaństwo nie było tak silnie wykształcone jak w innych krajach. Pracę ukazywano jako wartość nie tylko instrumentalną, prowadzącą do osiągania indywidualnych korzyści, lecz i jako społeczne zadanie.
- Styl chłopski: styl chłopski to styl wypierany przez wzory kultury zurbanizowanej. Był on dostosowany do warunków małej, zamkniętej społeczności lokalnej[7][8].

Przekształcenie stylów życia w Polsce:
- Styl inteligencki → styl elitarny.
- Styl mieszczański → styl neomieszczański.
- Styl chłopski → styl wiejski.

## Style życia we współczesnej Polsce

### Polska odmiana podklasy społecznej
Z badań wynika, że wiele cech kształtującej się podklasy społecznej przypomina dawny styl życia proletariatu rozumianego tak, jak rozumiał to pojęcie Florian Znaniecki, który kładł nacisk zwłaszcza na brak wykształcenia, kwalifikacji, oddanie się władzy protektora, niechęć do samodzielnego działania i myślenia, strach przed zmianami. Dochodzi do izolacji społecznej i geograficznej od reprezentantów innych klas i innej kultury. Brak dostępu do szeroko rozumianych instytucji życia zbiorowego skazuje na izolację i wypiera z przestrzeni publicznej, a gdy całe społeczności dotknięte są ubóstwem, stan ten silnie modyfikuje oblicza polskiej lokalności. Szczególną uwagę zwraca silnie związana z sytuacją bezrobocia izolacja od konsumpcji. W badaniach z pierwszej dekady XXI wieku wskazuje się na to, że jedni cierpią na chroniczny brak czasu – mając wysokie dochody, inni przy bardzo niskich dochodach – dysponują czasem wolnym.

### Polska odmiana klasy średniej
Mimo że obecnie wielu badanych przyznaje się do wysokich wydatków, to dla przynajmniej połowy z nich charakterystyczna jest wytrwałość w „dorabianiu się”, inwestowanie, odkładanie konsumpcji. Wszystkich jednakowo cechuje gotowość do wyczerpującej pracy, która stanowi największą konkurencję dla uczestnictwa w kulturze, mimo że wielu badanych wyraża za nim tęsknotę. Na podstawie dominującej tutaj strategii życiowej (ciężka, wyczerpująca praca, „walka” z rynkiem, oszczędzanie pieniędzy) badaną grupę można metaforycznie określić jak reprezentantów „klasy na dorobku”. Można też mówić o powstawaniu, czy odradzaniu się kapitalistycznego etosu pracy, czyli pracy uczciwej, ciężkiej, wykonywanej z pełnym poświęceniem, będącej źródłem wysokich dochodów, ale też miarą wartości człowieka. Kształtuje się nowy portret człowieka z wysokimi kwalifikacjami i starannym wykształceniem.

### Konsumpcyjny styl życia
Ponowoczesność uwikłała człowieka w materialne zależności i krąg generowania wciąż nowych potrzeb, co skutkuje konsumpcjonizmem. W świecie, w którym dominuje konsumpcja, zmianom ulega także wiedza, która staje się czymś „na sprzedaż”. Świadomość „bycia” i funkcjonowanie w świecie i strukturach stała się ważnym elementem kształtowania tożsamości. W społeczeństwach ponowoczesnych ujawnia się także refleksyjne planowanie życia. Wskazuje na otwarty charakter działań człowieka i swoistą hybrydowość tworzonych przez niego struktur, więzi i stylów. W społeczeństwie konsumpcyjnym panuje przekonanie, że aby osiągnąć lub zachować odpowiedni status społeczny, należy posiąść odpowiednią liczbę dóbr, które o nim zaświadczą. A obiektem tej konsumpcji może stać się prawie wszystko.

### Styl życia singli
Przeprowadzona analiza wizerunku singli w polskich mediach pokazuje, że single są przedstawiane jako osoby młode, mieszkające w pojedynkę w dużych miastach, niemające stałego partnera, ponadprzeciętnie wykształcone, z wysokimi dochodami, dumne ze swojego położenia, robiące „karierę zawodową”. Najczęściej osoby te są opisywane jako przedstawiciele wolnych zawodów: artyści, dziennikarze, pracownicy wielkich korporacji, właściciele firm, którzy „korzystają z życia” w weekendy, uprawiają sporty ekstremalne i wyjeżdżają na zagraniczne wycieczki. Single mają więcej czasu niż ludzie posiadający rodzinę. Czas w weekendy przeznaczają w dużej mierze na spotkania z przyjaciółmi bądź znajomymi, choć w ciągu tygodnia niejednokrotnie również biorą udział w spotkaniach towarzyskich. Często spotykają się z rodziną i uczestniczą w życiu kulturalnym swoich miast. Dla większości z nich praca jest pasją, wielu z nich się dokształca. Dużo czasu spędzają poza miastem, uprawiają różnorodne sporty, rozwijają swoje pasje.

## Styl życia a sposób życia
Pozornie pojęcia „sposób życia” i „styl życia” są synonimami. Każde z tych pojęć bywa definiowane na różne sposoby przez różnych badaczy, da się uchwycić pewne podstawowe różnice między nimi. Studia nad sposobem życia rozwijały się szczególnie intensywnie w ZSRR i nawiązywały do „Ideologii niemieckiej” Marksa i Engelsa. Istnieją dwie definicje sposobu życia:
- Węższe: Sposób życia to charakter działalności życiowej danej jednostki, grupy społecznej lub społeczeństwa, określony przede wszystkim sposobem produkcji przez całokształt warunków środowiskowo – geograficznych i społecznych, a także przez stosunek do wartości. Pokazuje on jak ludzie żyją, czym się zajmują, jakie działania i czyny wypełniają ich życie (A. Butienko)
- Szersze: Sposób życia to całokształt działalności życiowej jednostki, grupy społecznej, całego społeczeństwa – form rozpatrywanych w jedności z warunkami działalności życiowej (J. Bestużew-Łada)

Studia „sposobu życia” i „stylu życia” różnią się punktami widzenia, a nie przedmiotem:
- Charakteryzując „sposób życia”, dąży się do pokazania całokształtu ludzkich zachowań, do wyczerpującego ich opisu, gdy natomiast rozważania dotyczące „stylu życia” zwracają uwagę na pewne specyficzne całości, znamienne dla danego podmiotu.
- O „stylu życia” można mówić wtedy, gdy istnieje jakaś możliwość wyboru zachowań, podczas gdy „sposób życia” w równym stopniu obejmuje i zachowania w pełni zdeterminowane, czy nawet wymuszone.
- Ci, którzy podejmują studia „sposobu życia” zazwyczaj koncentrują swą uwagę przede wszystkim na tym, co jest wspólne dla interesujących ich zbiorowości jako pewnych całości, natomiast ci, którzy badają „styl życia”, szczególną uwagę poświęcają zróżnicowaniom występującym w ramach takich czy innych zbiorowości[14].